# Francesca Vacca Agusta
La
contessa Francesca Vacca Graffagni Agusta (Genova, 29 ottobre 1942 – Portofino, 8 gennaio 2001) è stata una nobile italiana.

## Biografia

### Origini e matrimonio
Francesca Vacca Graffagni nacque a Genova e da giovane lavorò come commessa; le furono anche attribuite esperienze professionali nella moda, senza riscontro.

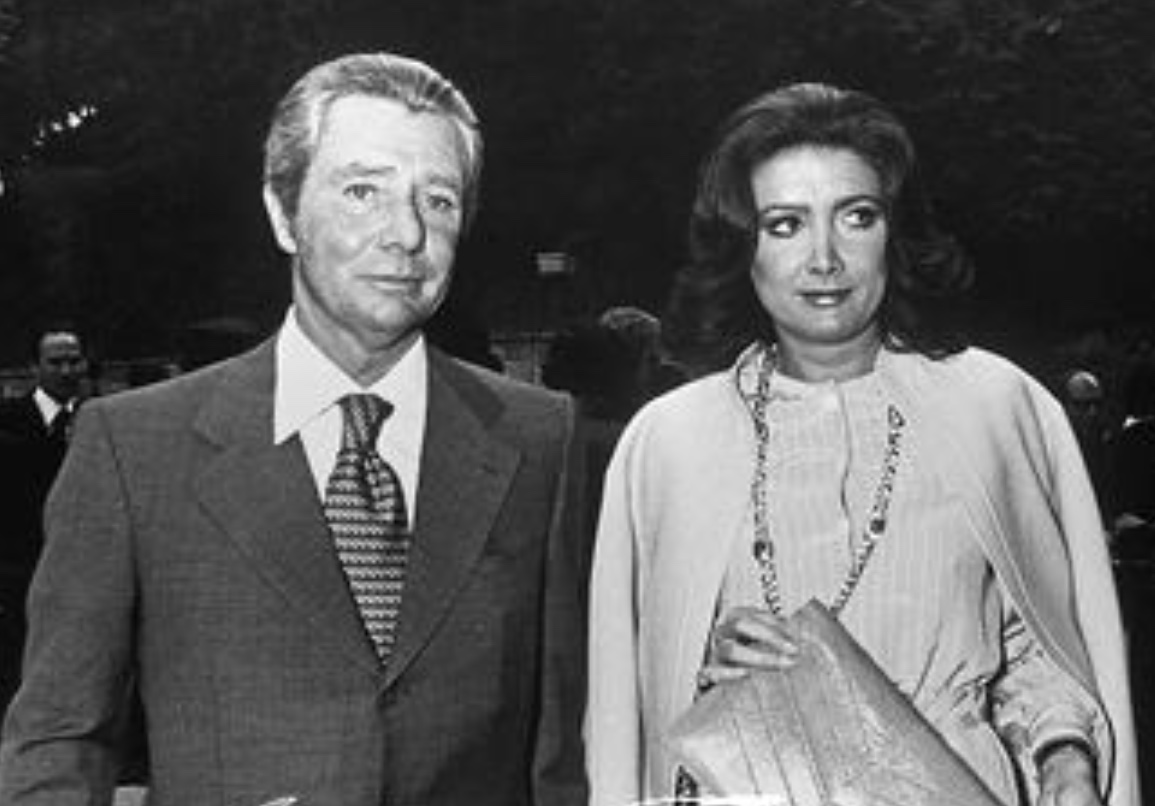
Francesca con Corrado Agusta nel 1977

Nei primi anni 1970 conobbe il conte Corrado Agusta, di diciannove anni più anziano, industriale attivo nel ramo degli elicotteri e nel motociclismo, che per lei decise di lasciare la moglie Marisa Maresca, dalla quale aveva avuto il figlio Riccardo, detto Rocky. I due si sposarono nel 1974 e la moglie assunse cognome e titolo nobiliare del marito, iniziando a firmarsi Francesca Vacca Agusta.
La felicità coniugale fu però di breve durata: già nei primi anni ottanta iniziarono i dissapori e nel 1984 i due ottennero la separazione legale, senza però divorziare. Dal loro matrimonio non nacquero ulteriori figli, sicché quando il conte Agusta morì, nel 1989, sorsero diverse contese legali in materia ereditaria, che videro Francesca Vacca Agusta opporsi al figliastro Rocky. Venne successivamente raggiunto un accordo, in base al quale la donna ereditò diversi possedimenti del defunto marito, tra cui Villa Altachiara a Portofino.

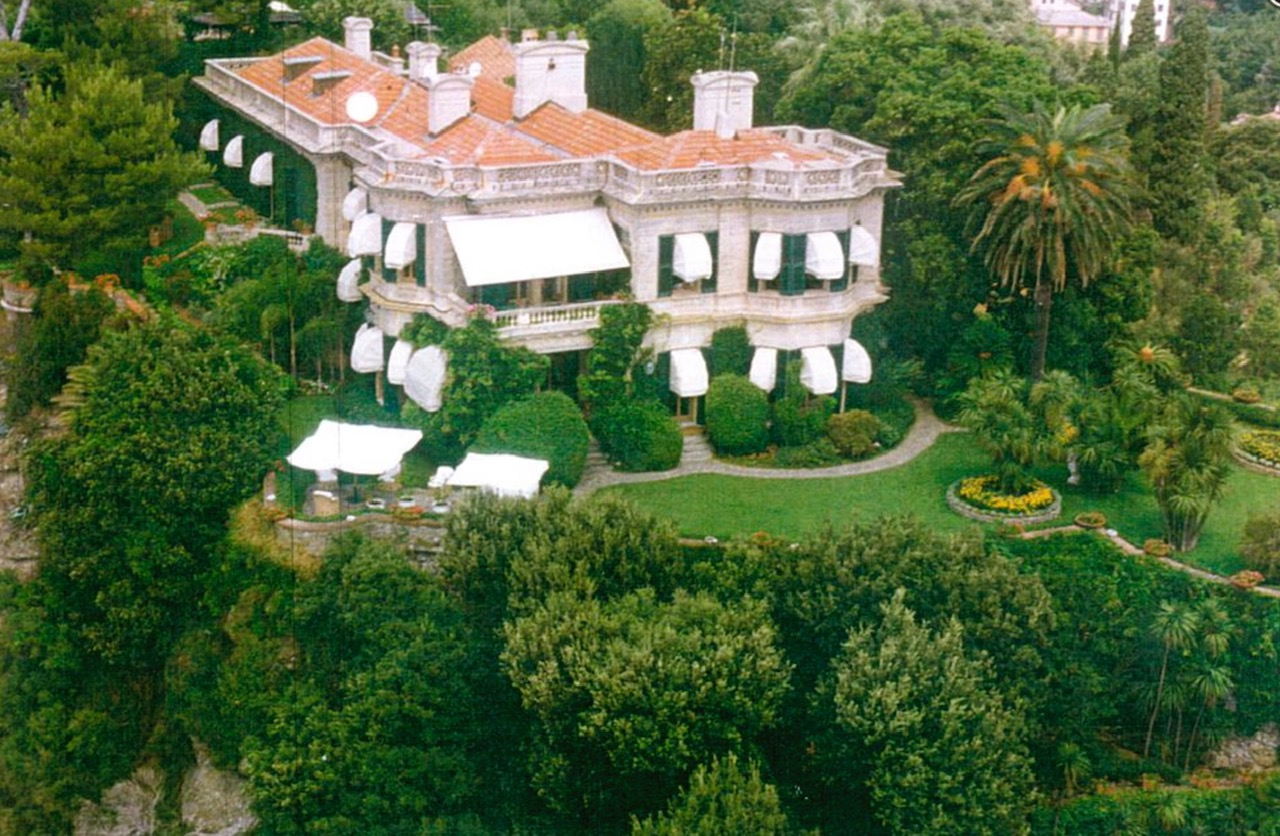
Villa Altachiara (Portofino) proprietà della contessa, costruita da Henry Herbert, IV conte di Carnarvon nel 1874

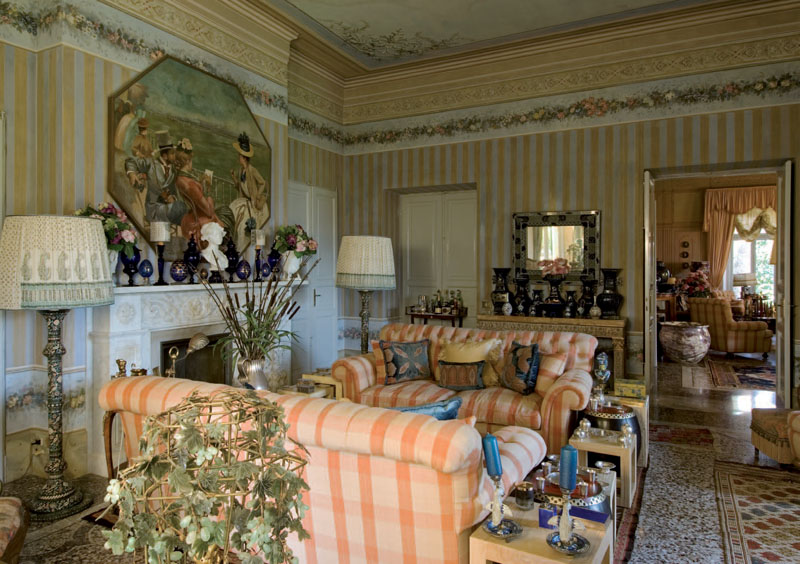
Sala del camino di Villa Altachiara arredata da Lorenzo Mongiardino

### Dopo il matrimonio
In seguito la contessa iniziò a convivere con un giovane yuppie del jet set della Costa Azzurra, Maurizio Raggio, ristoratore di Portofino. La metà degli anni ottanta coincise altresì con il sodalizio con Bettino Craxi e il PSI, in virtù dei buoni uffici che Raggio aveva sempre avuto con la famiglia Craxi, in qualità di confidente. La strettezza del legame coinvolse la coppia finanche nell'inchiesta "Mani Pulite", con Francesca Vacca Agusta che venne sospettata di aver contribuito al trasporto all'estero di beni del leader socialista. A suo carico nel 1994 fu spiccato un mandato di cattura dalla procura di Milano; la contessa e Raggio riuscirono però a sfuggire alla cattura riparando a Cuernavaca, in Messico.

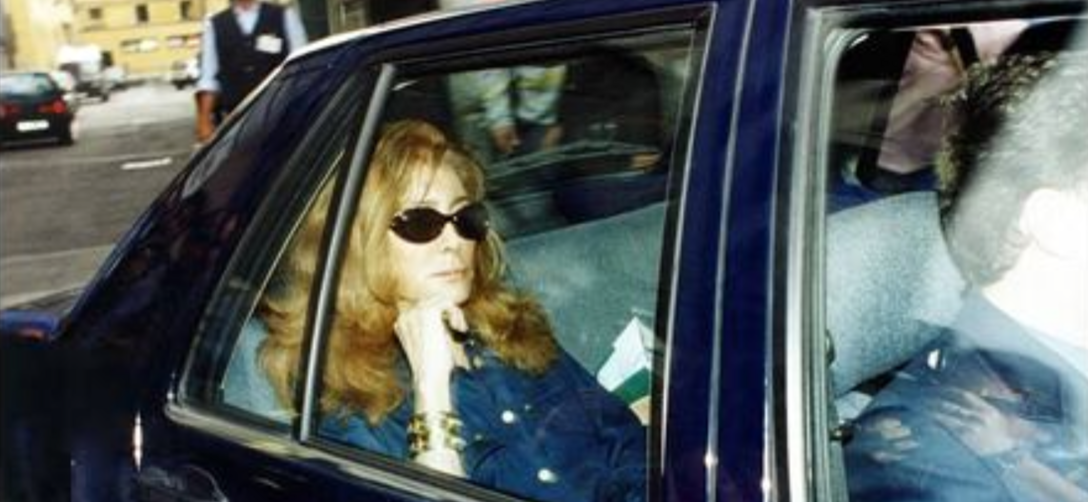
Vacca Augusta scortata da agenti dell'Interpol nel 1997

Nel 1997 l'Italia ottenne l'estradizione dal Messico e la donna tornò in Italia; dopo due mesi di arresti domiciliari la nobildonna patteggiò una pena di meno di due anni, commutata in sanzione pecuniaria.
Gli ultimi anni della sua vita la videro al centro della cronaca rosa, con la fine della relazione con Raggio e il successivo legame con Tirso Chazaro, faccendiere messicano conosciuto a Portofino.

### La morte e il caso giudiziario
Francesca Vacca Agusta morì tragicamente a 58 anni, l’8 gennaio 2001, precipitando in mare dalla scogliera di villa Altachiara a Portofino. Il suo corpo venne ritrovato il 22 gennaio a Cap Benat, sulle spiagge della Costa Azzurra, trasportato dalle correnti marine.
Il fatto per diverso tempo attirò l'attenzione delle cronache internazionali. Le indagini sondarono le piste del suicidio, dell'omicidio e dell'incidente; quest'ultima fu infine ritenuta la più veritiera. I testimoni chiave del caso furono l'ultimo compagno, Tirso Chazaro, e l'amica Susanna Torretta, che faceva da dama di compagnia alla contessa; essi furono anche brevemente iscritti nel registro degli indagati.
Sul corpo della donna venne eseguita una perizia psichiatrica postuma, la quale accertò la presenza di una regressione infantile, disturbo che la portava a ricercare attenzioni nei momenti difficili. La patologia fu confermata anche dalle persone a lei vicine, che dichiararono di averla trovata, nell'orario preserale dell'8 gennaio, nascosta nella camera rosa di villa Altachiara, nell'ala della casa dove continuava a risiedere l'ex compagno Maurizio Raggio: la contessa era nella cabina armadio, coperta solo da un accappatoio bianco e in uno stato visibilmente alterato. Pochi istanti prima, usando il telefono presente nel locale, aveva chiamato il suo legale e il figliastro Rocky Agusta, i quali a loro volta avevano intercettato la sua alterazione.
Più tardi, verso le 19, la donna avrebbe litigato violentemente con Chazaro, per poi uscire in giardino dalla veranda; qui avrebbe cercato di nascondersi scavalcando il muretto sopra la scogliera: in questo frangente avrebbe messo un piede in fallo, scivolando e precipitando in mare con un volo di alcune decine di metri. L'autopsia rivelò che la donna morì ancora prima di finire in acqua, sbattendo la testa sulle rocce della scogliera. Una consulenza tecnica realizzata dall'oceanografo Sandro Carniel avallò la ricostruzione dei fatti..
Dopo il funerale, officiato nella chiesa del Divo Martino, la salma, per volontà di Maurizio Raggio, fu inizialmente deposta nel cimitero di Portofino; qualche anno dopo il fratello Domenico Vacca Graffagni chiese e ottenne la traslazione delle spoglie a Orsara Bormida, dove vennero ritumulate nella tomba di famiglia.
La presenza di vari testamenti, redatti in momenti diversi e con informazioni contraddittorie, complicarono la destinazione dell'eredità dela contessa. Per buona parte delle indagini la questione testamentaria fu considerata un movente, ma questa pista fu poi abbandonata. Nel 2011 la vicenda tornò a alla ribalta dopo che Rocio Zaldivar, nuova moglie di Raggio, si disse convinta che la contessa, poco prima della morte, avesse nascosto un tesoro di diamanti, perle, zaffiri e smeraldi, mai ritrovati, per un valore di sette milioni di euro.

## Nella cultura popolare
La morte di Francesca Vacca Agusta fu tra i primi casi di cronaca nera in Italia a godere di un'estesa visibilità mediatica, alimentata dal forte protagonismo di molti personaggi a vario titolo a lei vicini, che non lesinarono interviste, dichiarazioni e passaggi radiotelevisivi. Le vicende della donna, di forte interesse mediatico, sono strettamente legate al luogo in cui si sono svolte: la villa Altachiara di Portofino, ereditata dal marito, il fu conte Agusta. La residenza fu costruita verso fine Ottocento dalla famiglia Carnarvon, fortemente voluta da Henry Herbert, IV conte di Carnarvon, il cui figlio, George, finanziò la spedizione dell'archeologo egittologo che scoprì la tomba del faraone Tutankhamon (nella valle dei Re, Egitto), Howard Carter. Poco dopo il conte studioso morì a Il Cairo per una polmonite acuta. Per questo motivo, e per le tragiche morti che ha ospitato, tra cui quella della nipote di Carnarvon, anche lei precipitata dalla scogliera in una notte d'inverno, si è diffusa la credenza che la villa sia maledetta. Il nome Villa Altachiara è un omaggio al nome della residenza inglese della famiglia Carnarvon, Highclere Castle, nota al grande pubblico per essere stato il set della serie tv Downton Abbey.
La villa conta oltre 30 stanze, su una superficie di oltre 1.500 m², circondata da un parco di 34.000 m² nel cui centro svetta un eliporto voluto dallo stesso conte Agusta, si narra soprattutto per favorire le visite dell'amico Bettino Craxi. Dopo le travagliate vicende della dimora e dei suoi abitanti Villa Altachiara è stata venduta all'asta per oltre 25 milioni di euro alla Miasdor Investments Ldt, che fa capo al magnate russo Eduard Khudaynatov.